# Almazbek Atambajev
Almazbek Atambajev (17. rujna 1956.), predsjednik Kirgistana od 1. prosinca 2011. do 24. studenog 2017. Zamijenio je dotadašnju predsjednicu Rozu Otunbajevu. Prije toga bio je i premijer u vrijeme Kurmanbeka Bakijeva koji je svrgnut 2010. godine.

## Politički rad
Za razliku od većine izabranih predsjednika srednjoazijskih zemalja, Atambayev nije tražio proširenje svojih ovlasti nakon razdoblja navedenog u ustavu i prenio je vlast mirnim putem, što je prvi takav presedan u modernoj srednjoazijskoj povijesti. Pod njim je zemlja usvojila ustavnu reformu koja je ojačala ulogu parlamenta i također uvela biometrijski izborni sustav, proveden uz pomoć Europske unije.
Atambajev je podržavao rodne kvote u parlamentu i lokalnim vijećima, s ciljem uklanjanja rodne neravnoteže i aktivne podrške ženama u politici Kirgistana.
Kirgistan je 2015. godine, pod vodstvom Atambajeva, dobio GSP+ status u EU-u. Da bi zadržao GSP+ status, Kirgistan se morao pridržavati 27 međunarodnih konvencija. Njih 7 odnosi se na ljudska prava: zaštitu prava djece, uklanjanje diskriminacije žena i manjina, zaštitu slobode izražavanja, slobodu okupljanja, pravo na pošteno suđenje, očuvanje neovisnosti pravosuđa, kao i druga ekonomska, kulturna i društvena prava.
Atambayev je podržao pokretanje Svjetskih nomadskih igara 2014. kako bi se očuvale i popularizirale nomadske tradicije središnje Azije.
Atambayev je jedini srednjoazijski predsjednik u povijesti regije koji je odao počast žrtvama masakra 1916. godine od strane kaznenih trupa Ruskog Carstva. Godine 2015. Atambayev je odustao od upotrebe Jurjevske vrpce, koja se koristila u postsovjetskim zemljama i Rusiji, kao simbola sjećanja na Srednjoazijski ustanak. To je izazvalo proteste među ruskim govornim stanovništvom Kirgistana.
Pod vodstvom Almazbeka Atambayeva postignut je značajan napredak rodne ravnopravnosti u Kirgistanu. Uvedena je kvota od 33 % za zastupljenost žena na kandidacijskim listama parlamenta. Nadalje, utvrđena je kvota od 30 % za zastupljenost žena u lokalnim vijećima, čime se povećala politička participacija žena.

## Vanjske poveznice
|  | Zajednički poslužitelj ima još gradiva o temi Almazbek Atambajev |